# The Tattlers
The Tattlers è un film muto del 1920 diretto da Howard M. Mitchell. Sceneggiato da Denison Clift e prodotto dalla Fox Film Corporation, aveva come interpreti Madlaine Traverse, Howard Scott, Jack Rollens, Ben Deeley, Genevieve Blinn, Elinor Hancock, Correan Kirkham.

## Trama
Incapace di sopportare più il marito semi alcolizzato, dopo avere partecipato a una festa dove lui l'ha umiliata, Bess Rutherford lo lascia, accettando l'offerta di un suo vecchio ammiratore di lunga data, Jim Carpenter, che le propone di andare via insieme. A New York, Carpenter però si mostra particolarmente restio a parlare di matrimonio, tirandola per le lunghe. Bess, alla fine, è costretta a vivere come una mantenuta, non diventando per lui niente di più che un'amante. Suo figlio Jack non nutre alcun sospetto sulla situazione difficile in cui si trova la madre finché la signora Dexter, la madre della sua fidanzata, non gli intima di smettere di frequentare sua figlia Gladys. Venendo a conoscenza delle scandalose condizioni di vita della madre, Jack affronta Carpenter il quale, oltretutto, ha adesso in mente di sposare lui Gladys. Nello scontro, Carpenter viene colpito, restando ucciso. Bess, presa da un attacco isterico, sta per avvelenarsi quando... quando scopre che non si è trattato altro che di un incubo. La donna, allora, affronta il marito che, messo davanti alle sue responsabilità, promette di finirla con l'alcol e di non bere mai più.

## Produzione
Il film fu prodotto dalla Fox Film Corporation.

## Distribuzione
Il copyright del film, richiesto da William Fox, fu registrato il 4 aprile 1920 con il numero LP14985.
Distribuito dalla Fox Film Corporation, il film uscì nelle sale statunitensi nell'aprile 1920.
Non si conoscono copie ancora esistenti della pellicola che viene considerata presumibilmente perduta.